# Hieronymus Harder

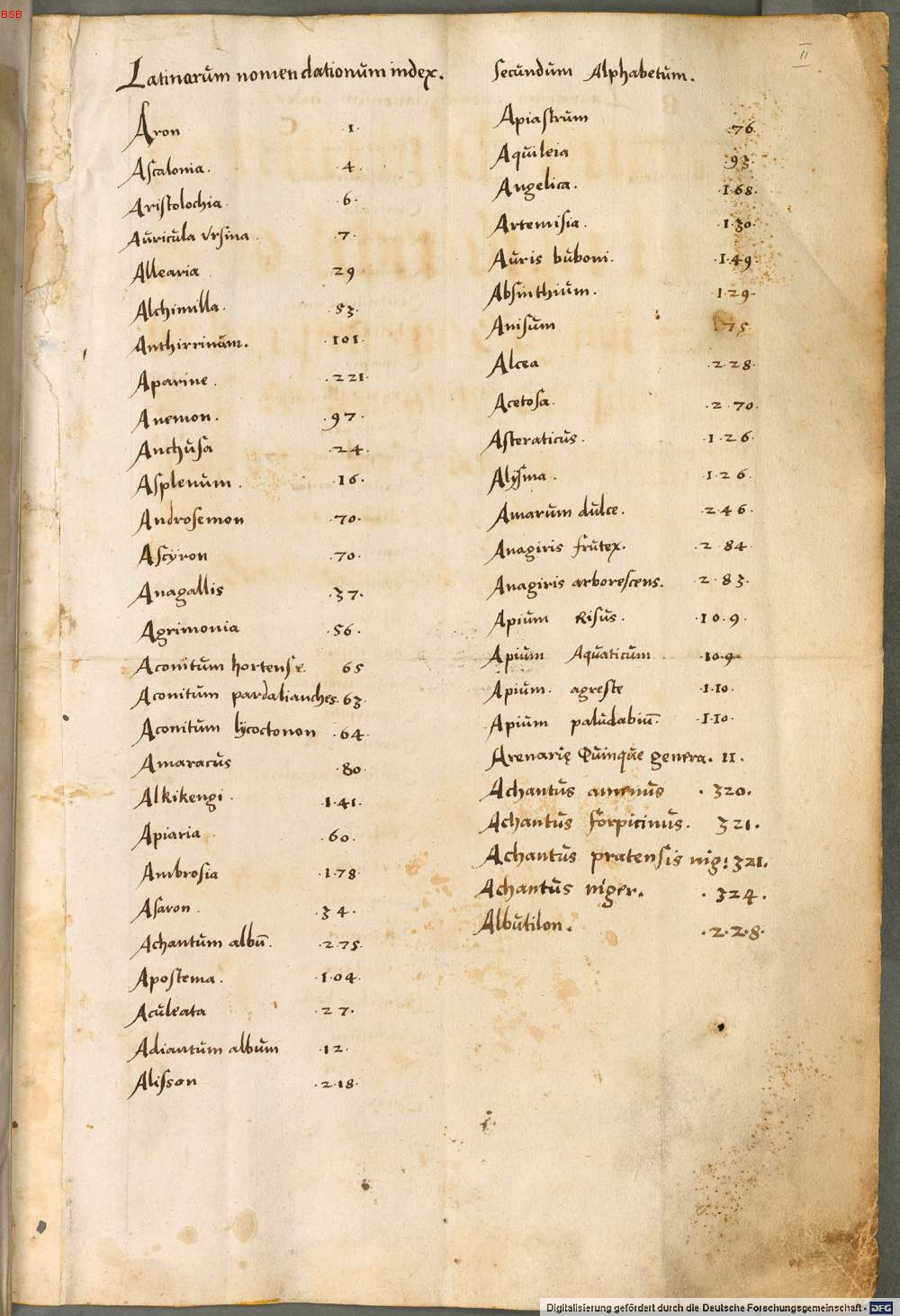
Index eines von Harder veröffentlichten Herbariums

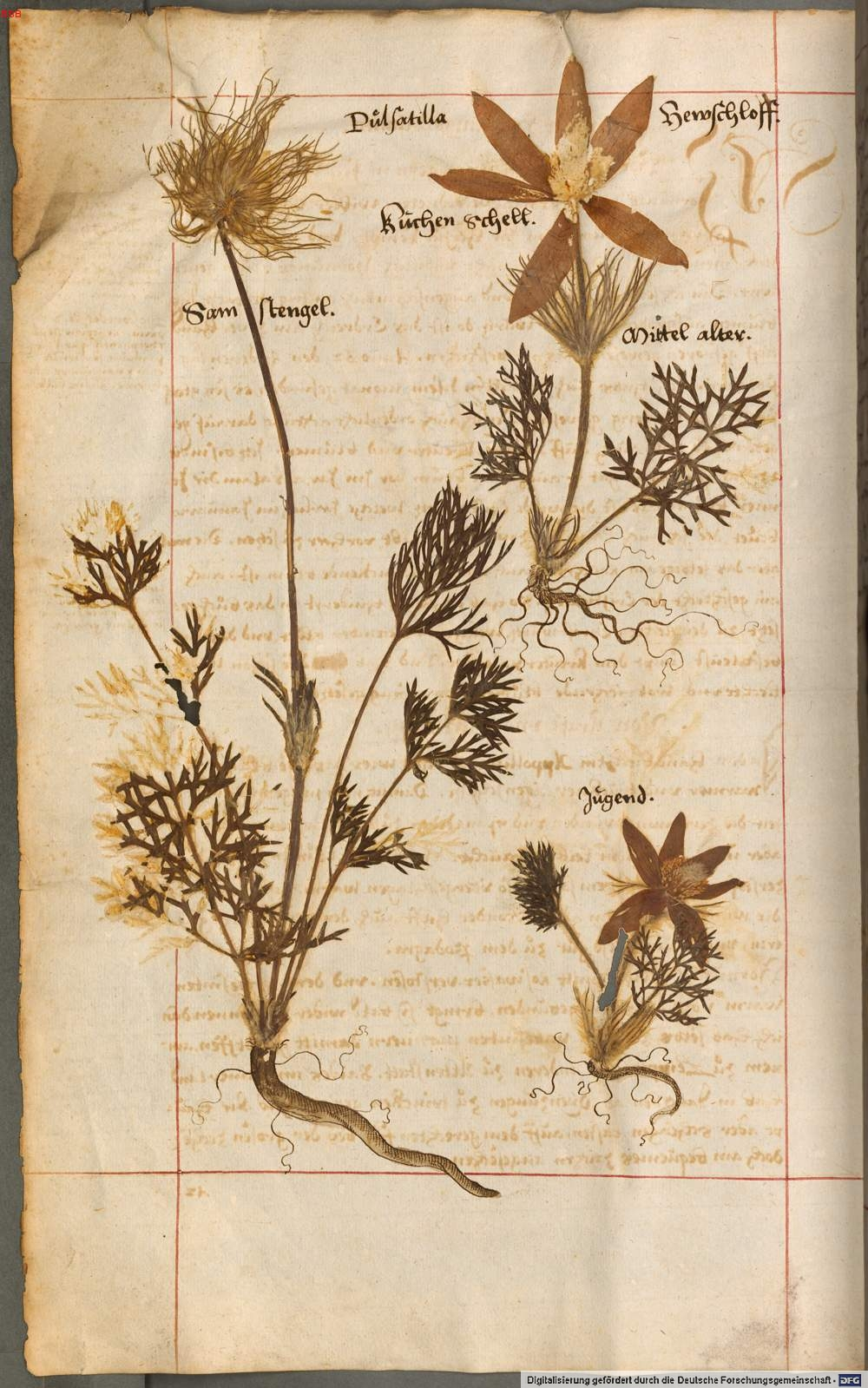
Eine Seite eines von Harder veröffentlichten Herbariums

Hieronymus Harder (* 1523 vermutlich in Meersburg; begraben am 27. April 1607 in Ulm) war ein deutscher Lateinschulmeister und Botaniker.
Hieronymus Harder stammte aus dem Bodenseeraum und wurde wahrscheinlich in Meersburg geboren. Teile seiner Jugendzeit verbrachte er in Bregenz, wo sein Vater ab 1535 als Lehrer tätig war. 1560 legte Harder in Ulm sein Examen für das lateinische Schulamt ab und war seit 1561 als Lateinschulmeister in Geislingen angestellt, ab 1571 oder 1572 in Überkingen. Von 1578 bis kurz vor seinem Tod wirkte er als Präzeptor der ersten Klasse der Lateinschule in Ulm.
Neben seiner Lehrertätigkeit befasste sich Harder mit Botanik und sammelte Pflanzen im Gebiet der Schwäbischen Alb und des Bodensees. Er legte ab 1562 in den folgenden Jahrzehnten – soweit bekannt – zwölf Herbarien in Form gebundener Folianten an, die zu den frühesten Pflanzensammlungen dieser Art zählen. Er gab sie an hochgestellte Persönlichkeiten weiter, auf deren finanzielle Unterstützung er neben seinem Schulmeistergehalt angewiesen war, darunter Herzog Albrecht von Bayern. Die bis heute erhaltenen zwölf Herbar-Exemplare befinden sich in Sammlungen in Heidelberg, München (zwei, eins davon im Archiv des Deutschen Museums), im Vatikan, in Salzburg, Ulm, Wien (2), Linz, Überlingen, Zürich und Lindau. Teilweise ergänzte Harder fehlende Pflanzenteile durch kolorierte Zeichnungen. Namen wurden in Lateinisch und Deutsch angegeben, genaue Fundangaben fehlen jedoch meistens. Die Herbarien enthalten jeweils mehrere hundert, maximal 849, Pflanzen. Neben wild wachsenden Blütenpflanzen wurden auch Moose, Farne und Schachtelhalme sowie Kulturpflanzen, darunter Tomate und Tabak, die erst wenige Jahrzehnte zuvor aus Amerika nach Deutschland eingeführt worden waren, aufgenommen.